# George Peabody Library
La George Peabody Library, precedentemente conosciuta come la biblioteca del Peabody Institute, è la biblioteca di ricerche mirate sul XIX secolo della Johns Hopkins University. Si trova nel campus Peabody nel quartiere culturale storico di Mount Vernon a nord del centro di Baltimora, di fronte al monumento di Washington. Le collezioni sono disponibili per l'utilizzo da parte del pubblico, in sintonia con l’obiettivo del banchiere, finanziere e filantropo George Peabody di creare una biblioteca "per l'uso gratuito di tutte le persone che desiderano consultarla." 
La collezione principale di 300.000 volumi riflette vasti interessi ma è incentrata sul secolo XIX, particolarmente su religione, arte britannica, architettura, storia americana, lingue romanze, storia della scienza, geografia, esplorazione e viaggi.

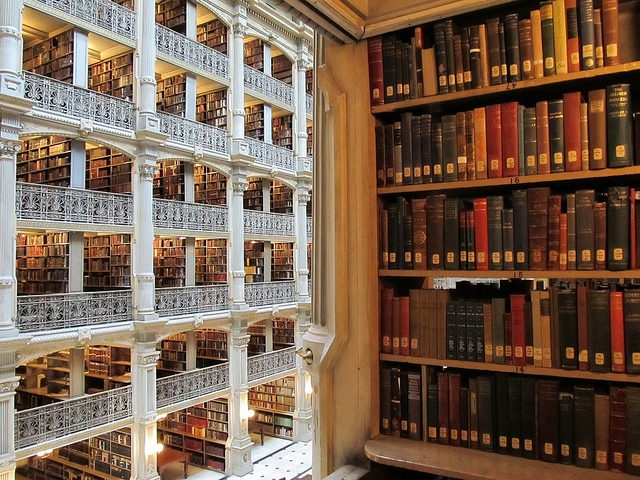
Interno della biblioteca dal terzo livello

L'interno della biblioteca è spesso considerato uno dei più belli del mondo. L'edificio, completato nel 1878, è stato progettato dall'architetto di Baltimora Edmund G. Lind in collaborazione con il primo rettore del Peabody, Nathaniel H. Morison, che la descrisse come una "cattedrale dei libri". 
L'impatto visivo è in un monumentale neo-greco e l'interno presenta un atrio che, sopra un pavimento di marmo bianco e nero a lastre alternate, svetta a 61 piedi di altezza fino a un lucernario di vetro satinato, il tutto circondato da cinque ordini di balconi in ghisa nera ornamentale e colonne con decorazioni dorate.